# Sergianni Caracciolo
Giovanni Caracciolo, conosciuto come Sergianni o Ser Gianni (1372 circa – Napoli, 19 agosto 1432), è stato un nobile, condottiero e politico italiano, noto per essere stato l'amante della regina del Regno di Napoli Giovanna II d'Angiò-Durazzo.
Fu principe di Capua, duca di Venosa, conte di Avellino e signore di Calvello, Casalnuovo, Castelvetere, Chiusano, Melfi, Orta, Rapolla, Ripacandida, Trivento, Tufo e Valentino. Fu inoltre sia gran connestabile che gran siniscalco del Regno di Napoli.

## Biografia
Terzo figlio di Francesco Caracciolo del ramo dei del Sole, cavaliere aurato e ciambellano del re del Regno di Napoli Ladislao d'Angiò-Durazzo, e di Covella Sardo, figlia di un cavaliere senese, sin da giovane prese parte a varie campagne militari sotto Ladislao, arrivando a ottenere la carica di gran connestabile del Regno. Succedutagli al trono sua sorella Giovanna, ottenne da lei la carica di gran siniscalco del Regno, consolidando così la propria supremazia a corte.

### La relazione con la regina Giovanna II d'Angiò-Durazzo
La sua relazione con la regina Giovanna II ebbe inizio intorno al 1416, nonostante lui fosse già sposato con la nobile Caterina Filangieri, quando la sovrana si scontrò duramente con il consorte Giacomo II di Borbone-La Marche per la pretesa di questo ad essere insignito del titolo regio in luogo di quello di principe di Taranto. La nobiltà napoletana fedele agli Angioini diede vita ad una violenta sommossa contro Giacomo, che nel 1418 fu costretto ad abbandonare Napoli.
Fra il Caracciolo e Giovanna nacque un rapporto turbolento, continuamente scosso da contrasti e disaccordi, viziato all'origine dall'intreccio di sentimenti, ambizioni e potere sul quale reggeva. Tuttavia Sergianni esercitò per decenni un'influenza enorme sulla regina, che da parte sua cedette a poco a poco il suo potere a subalterni fino a restarne ella stessa dominata. Già a partire dai primi anni della relazione, Sergianni ebbe un ruolo preponderante nella politica del Regno di Napoli, investito dalla sovrana dell'autorità di assumere motu proprio molte decisioni di fondamentale importanza.
A lui si deve la rottura fra la regina e papa Martino V, che in quanto signore feudale del Regno napoletano aveva chiesto a Giovanna il sostegno economico per la ricostituzione del suo esercito. Sergianni istigò la sovrana a rifiutare il contributo al pontefice. Trovato un alleato in Luigi III d'Angiò-Valois, nel 1420 Martino V lo incitò contro Giovanna, che da parte sua, grazie alle manovre politiche del Caracciolo, ottenne l'alleanza del potente Alfonso V d'Aragona, creando le premesse per la guerra di successione che si scatenò trent'anni dopo la sua morte.
Nel giro di pochi anni i rapporti fra Giovanna e Alfonso, nominato erede al trono, degenerarono in un violento scontro che coinvolse anche il Caracciolo. Profondamente odiato dall'aragonese per l'immenso potere che egli deteneva, nel maggio del 1423 Sergianni fu tratto in arresto da Alfonso, i cui soldati posero l'assedio a Castel Capuano per costringere Giovanna alla resa. Fallito l'assedio, si giunse fra le parti ad uno scambio di prigionieri; in tal modo la regina e Sergianni furono liberi e insieme si recarono ad Aversa. Là avvenne l'incontro pacificatore con Luigi III d'Angiò-Valois. Sempre su indicazione del Caracciolo, la regina prese le distanze dal sovrano aragonese Alfonso e ne annullò l'adozione, nominando Luigi suo nuovo erede. Alfonso, intanto, fu costretto a far ritorno in patria per reprimere i conflitti scoppiati tra i suoi fratelli e il re di Castiglia.

### La congiura e la morte
Negli anni che seguirono, il potere di Sergianni Caracciolo crebbe spropositatamente. La regina Giovanna delegò a lui ogni responsabilità nella gestione dei servi più maledetti, conducendo di fatto vita privata. Per consolidare ulteriormente la propria posizione presso la corte napoletana, dopo aver dato in moglie sua figlia Emilia/Isabella ad Antonio Caldora, figlio primogenito di Jacopo Caldora, potente gran connestabile del Regno di Napoli, fece maritare anche il suo unico figlio maschio Troiano con Maria Caldora, sorella di Antonio, in modo da non averselo contro. Questa alleanza tra Sergianni Caracciolo e Jacopo Caldora venne vista dai cortigiani come un pericolo per la vita della regina Giovanna e per il Regno. La sfrenata ambizione del Caracciolo, sempre più avido di potere e ricchezze, irritò la regina, stanca di quella posizione di sottomissione ai voleri di un suddito che lei stessa aveva reso così potente. Poco dopo la mezzanotte del 18 agosto 1432, dopo che ebbero termine i festeggiamenti del matrimonio tra il figlio del Caracciolo e la figlia del Caldora a Castel Capuano, la regina Giovanna, opportunamente consigliata dalla sua corte (in particolare da un'acerrima nemica del Caracciolo, la di lei cugina Covella Ruffo, duchessa di Sessa), fece compiere con un tranello l'assassinio di Sergianni, ucciso con venti colpi di pugnale da un gruppo di sicari (Pietro Palagano, Marino Boffa, Gennaro Squadra, Francesco Caracciolo e suo padre Ottino Caracciolo), che entrarono nella stanza del castello in cui egli si era ritirato per coricarsi. Subito dopo l'assassinio, la regina tenne prigioniero il figlio Troiano fino a quando la vedova di Sergianni non gli ebbe consegnato il castello di Melfi con l'immenso tesoro accumulatovi dal marito. In seguito tutti i congiurati furono ricompensati dalla sovrana napoletana. Sergianni venne sepolto a Napoli nella chiesa di San Giovanni a Carbonara, all'interno della cappella Caracciolo del Sole.

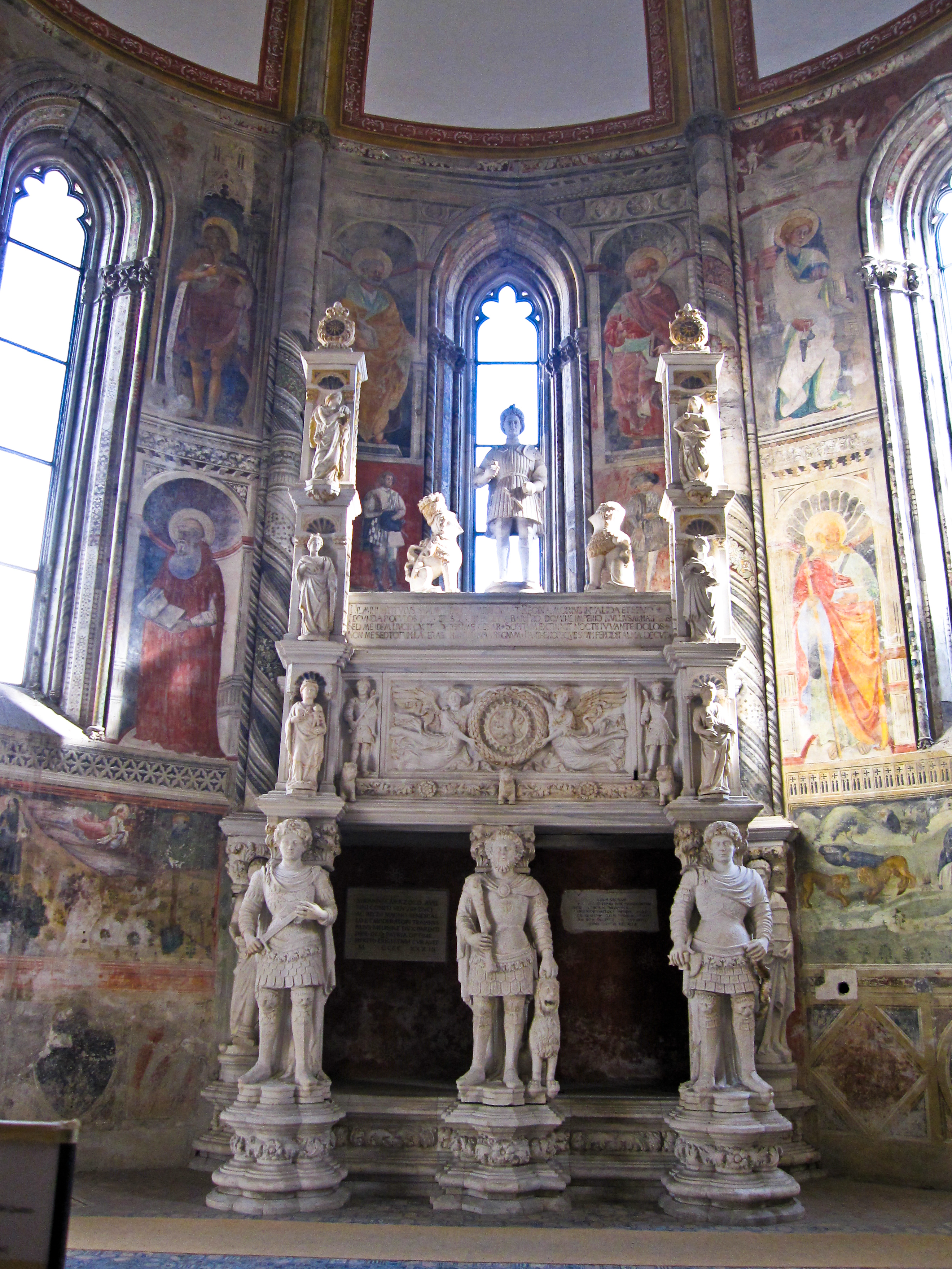
Sepolcro di Sergianni, presente nella cappella Caracciolo del Sole, situata nella chiesa di San Giovanni a Carbonara, a Napoli. Sergianni è il primo in basso a sinistra

## Ascendenza
|                                 |              |                          | Genitori |  |  | Nonni            |  |  | Bisnonni          |  |
|                                 |              |                          |          |  |  | Carlo Caracciolo |  |  | Marino Caracciolo |  |
|                                 |              |                          |          |  |  | Carlo Caracciolo |  |  | Marino Caracciolo |  |
|                                 |              | ?                        |          |  |  | Carlo Caracciolo |  |  |                   |  |
| Francesco Caracciolo            |              |                          |          |  |  | Carlo Caracciolo |  |  |                   |  |
|                                 |              | Marucella Capece Galeota | ?        |  |  |                  |  |  |                   |  |
|                                 |              | Marucella Capece Galeota | ?        |  |  |                  |  |  |                   |  |
|                                 |              | Marucella Capece Galeota | ?        |  |  |                  |  |  |                   |  |
| Giovanni "Sergianni" Caracciolo |              | Marucella Capece Galeota |          |  |  |                  |  |  |                   |  |
|                                 | Lisolo Sardo | ?                        |          |  |  |                  |  |  |                   |  |
|                                 | Lisolo Sardo | ?                        |          |  |  |                  |  |  |                   |  |
|                                 | Lisolo Sardo | ?                        |          |  |  |                  |  |  |                   |  |
| Covella Sardo                   | Lisolo Sardo |                          |          |  |  |                  |  |  |                   |  |
|                                 |              | ?                        | ?        |  |  |                  |  |  |                   |  |
|                                 |              | ?                        | ?        |  |  |                  |  |  |                   |  |
|                                 |              | ?                        | ?        |  |  |                  |  |  |                   |  |
|                                 |              | ?                        |          |  |  |                  |  |  |                   |  |

## Discendenza
Sergianni Caracciolo si sposò con Caterina Filangieri, contessa di Avellino, che gli diede un figlio e cinque figlie:
- Troiano, condottiero e duca di Melfi e Venosa, il quale sposò nel 1432 Maria Caldora, figlia di Jacopo Caldora;
- Emilia[5]/Isabella[A 2], andata in sposa nel 1429 ad Antonio Caldora, condottiero, capitano di ventura e duca di Bari, figlio primogenito di Jacopo Caldora;
- Maria[6]/Giovanna[7], andata in sposa nel 1431 a Gabriele Orsini del Balzo, figlio di Raimondo Orsini del Balzo, principe di Taranto, e fratello di Giovanni Antonio;
- Margherita, andata in sposa a Bernardo Zurlo, conte di Nocera;
- Antonia, andata in sposa a Baldassarre Gaetani dei conti di Fondi;
- Giulia, andata in sposa a Garzia Cavaniglia, conte di Troia.